# Buivydžiai
Buivydžiai (ryska: Буйвиджяй) är en ort i Litauen. Den ligger i den östra delen av landet, 30 km nordost om huvudstaden Vilnius. Buivydžiai ligger 128 meter över havet och antalet invånare är 261.
Terrängen runt Buivydžiai är platt. Runt Buivydžiai är det glesbefolkat, med 18 invånare per kvadratkilometer. Närmaste större samhälle är Pabradė, 16,5 km norr om Buivydžiai. I omgivningarna runt Buivydžiai växer i huvudsak blandskog.